# Callitula
Callitula is een geslacht van vliesvleugeligen uit de familie Pteromalidae. De wetenschappelijke naam van dit geslacht is voor het eerst geldig gepubliceerd in 1811 door Spinola.

## Soorten
Het geslacht Callitula omvat de volgende soorten:
- Callitula aenea (Girault, 1913)
- Callitula affinis (Masi, 1917)
- Callitula albipes (Dodd & Girault, 1915)
- Callitula angioneurae Boucek, 1970
- Callitula anguloclypea Sureshan, 2002
- Callitula australia (Girault, 1916)
- Callitula bambusae Narendran & Jobiraj, 2001
- Callitula bicolor Spinola, 1811
- Callitula cyrnus (Walker, 1843)
- Callitula domatica Narendran & van Harten, 2007
- Callitula elongata (Thomson, 1878)
- Callitula euflavipes Özdikmen, 2011
- Callitula ferrierei Boucek, 1964
- Callitula filicornis Delucchi, 1962
- Callitula flavipes (Girault, 1913)
- Callitula fulvipes Kamijo, 1981
- Callitula grotiusi (Girault, 1913)
- Callitula heydoni Sureshan, 2007
- Callitula hilla Boucek, 1993
- Callitula keralensis Sureshan, 2002
- Callitula leroyi (Risbec, 1958)
- Callitula lionatus (De Stefani Perez, 1901)
- Callitula nigricornis (Provancher, 1881)
- Callitula nigricoxa Kamijo, 1981
- Callitula nigriviridis (Girault, 1913)
- Callitula pachyacra Rasplus, 1989
- Callitula peethapada Narendran & Mohana, 2001
- Callitula prima (Girault, 1913)
- Callitula punctata (Dodd, 1915)
- Callitula pyrrhogaster (Walker, 1833)
- Callitula robusta Sureshan, 2002
- Callitula rugosa (Waterston, 1915)
- Callitula silvensis (Girault, 1913)
- Callitula travancorensis Sureshan, 2002
- Callitula uliginosa (Girault, 1913)
- Callitula variventris (Girault, 1913)
- Callitula viridicoxa (Girault, 1913)
- Callitula yasudai Kamijo, 1981